# Anisochilus carnosus
Anisochilus carnosus là một loài thực vật có hoa trong họ Hoa môi. Loài này được (L.f.) Wall. mô tả khoa học đầu tiên năm 1830.

## Hình ảnh

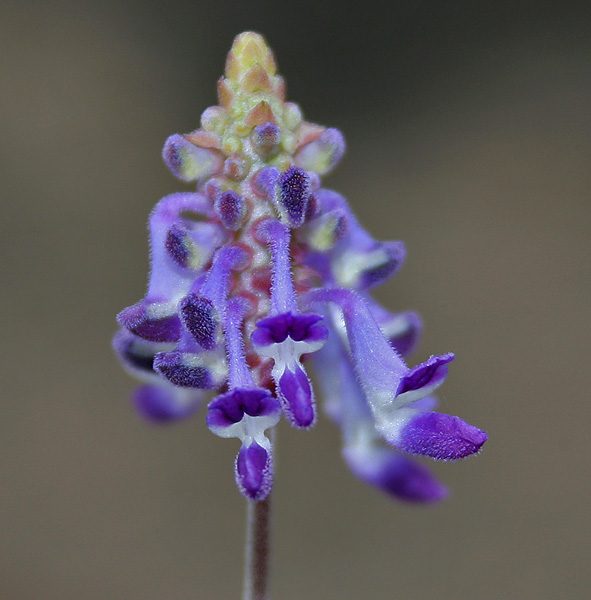
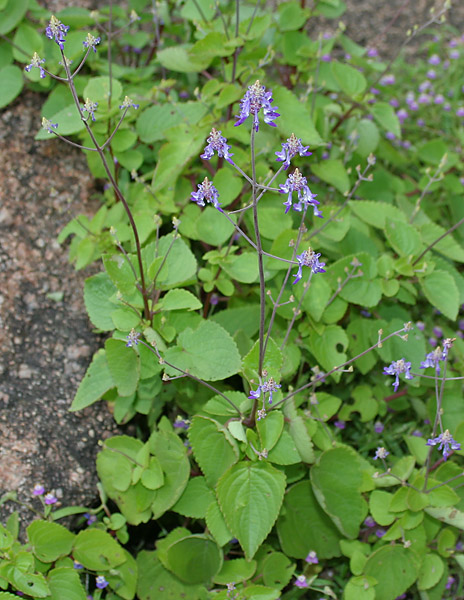
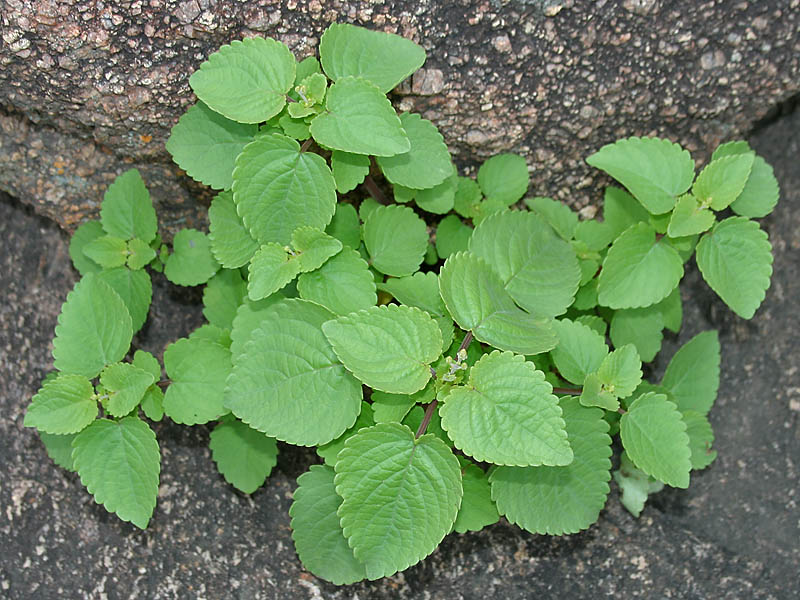
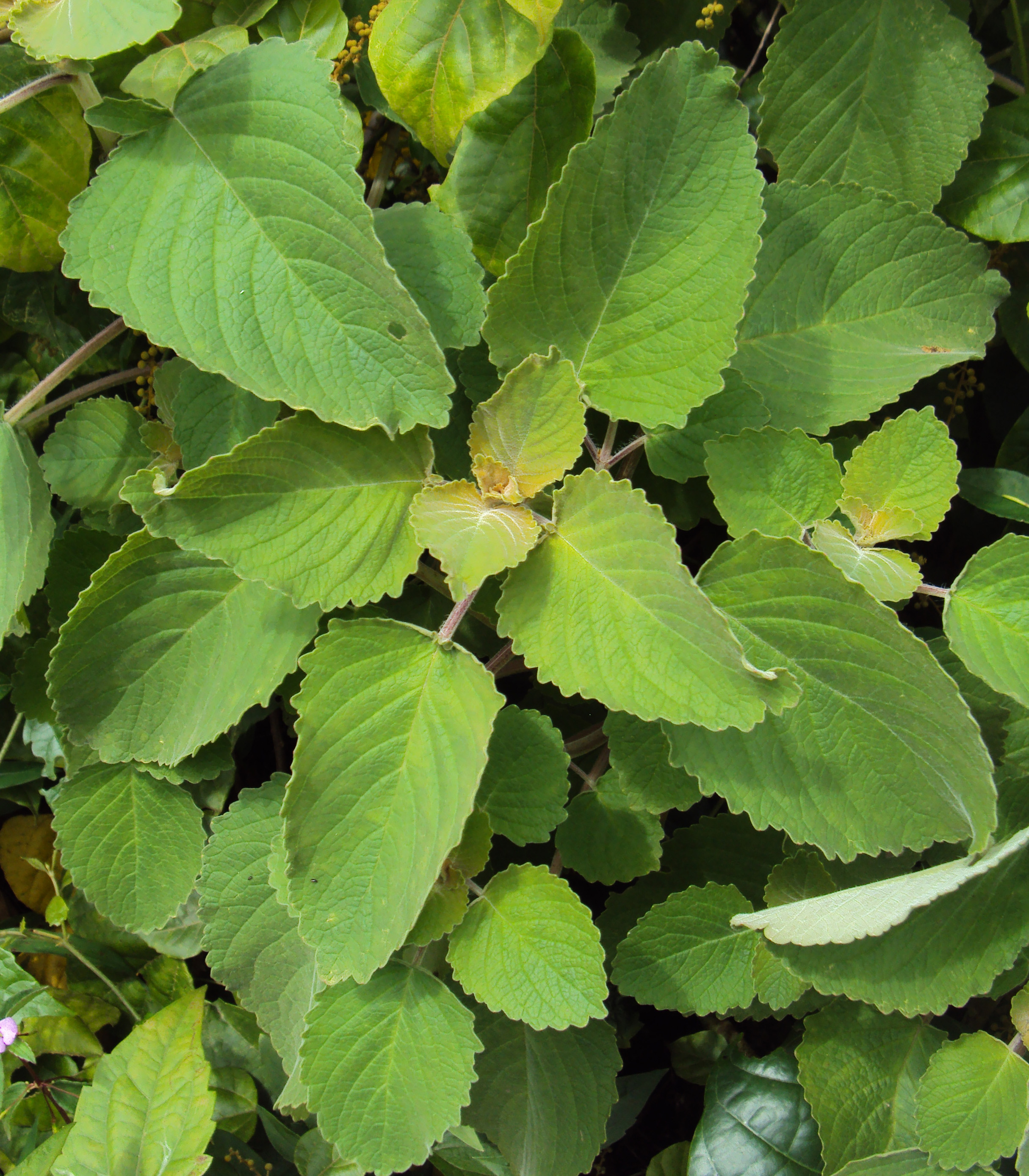